# Omar Mallea
Omar Enrique Mallea Arca (Guaymallén, Argentina, 8 de marzo de 1981) es un exfutbolista argentino. Nació en Guaymallén, provincia de Mendoza. Juega de volante ofensivo y delantero.

## Trayectoria
Hizo las series juveniles en River Plate, debutando en Primera el 20 de junio de 1999 ante Colón (1-1) en el Estadio Monumental.fue citado a las selecciones sub-17 y sub-20 argentina, Después de un breve paso por Europa llega a jugar en Chile. Juega por Rangers de Talca y luego ficha por Santiago Wanderers, en donde muestra su juego de gran manera. Luego regresa en Rangers en la última parte del campeonato de Primera División B del fútbol chileno con el que se corona subcampeón y vuelve a Primera A. Posteriormente fue contratado para integrar el plantel de Audax Italiano. Desde julio de 2010 forma parte de Rangers de Talca, que en su debut como jugador de los rojinegros marca el gol de la victoria 2-1 frente a Lota Schwager. Luego de una gran campaña nuevamente en Rangers. En 2011 recala en Cobresal y actualmente está retirado.

## Clubes
| Club               | País      | Año       |
| ------------------ | --------- | --------- |
| River Plate        | Argentina | 1999-2002 |
| Luzern             | Suiza     | 2002      |
| River Plate        | Argentina | 2003      |
| Rangers            | Chile     | 2004      |
| Santiago Wanderers | Chile     | 2004-2005 |
| Rangers            | Chile     | 2006-2008 |
| Audax Italiano     | Chile     | 2008-2009 |
| Deportivo Maipú    | Argentina | 2009-2010 |
| Rangers            | Chile     | 2010      |
| Cobresal           | Chile     | 2011-2012 |